# Typikon

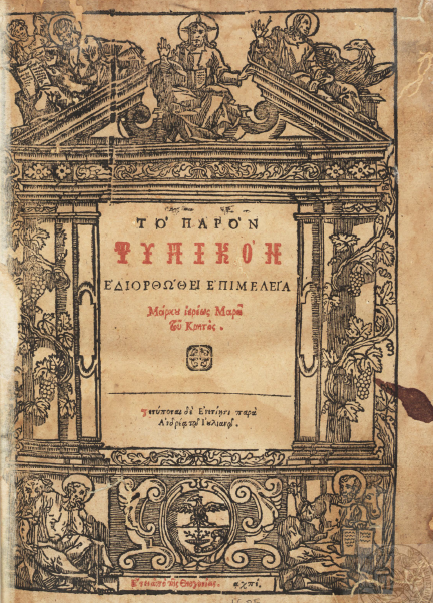
Un Typikon grec imprimé en 1685.

Le Typikon (ou Typicon) (grec ancien : τυπικόν, typikon, « suivre l'ordre », pl. typika ; slavon : тvпико́нъ, typikon ou уставъ, ustave) est un rituel contenant les instructions sur l'ordonnancement et les hymnes de l'office divin, sous forme d'un calendrier perpétuel, observées dans les Églises d'Orient – Églises orthodoxes et Églises catholiques de rite byzantin. L'acolouthia est la partie fixe des offices et les séquences les parties changeant selon les jours.
Au pluriel, Typika (ou Typica) désigne un service particulier des jours où la Divine Liturgie est proscrite pour diverses raisons.

## Histoire

### Typikon cathédral
L'ancien rite de la cathédrale de Constantinople, Hagia Sophia, appelé asmatikē akolouthia (« services chantés »), date du milieu du VIIIe siècle. Ce rite atteignit son apogée dans le Typikon de la Grande Église ou Typicon de Sainte Sophie ; il n'était en vigueur qu'en deux lieux : dans sa cathédrale éponyme et dans la cathédrale de Hagios Demetrios en Thessalonique. Ce rite n'a pas été bien préservé dans les manuscrits anciens.

### Typikon monastique
De nombreux typikons apparurent dans le monachisme primitif pour ordonner la vie dans les monastères. Plusieurs d'entre eux, dont ceux du Pantocrator et du couvent de Kécharitomène (en) donnent un aperçu de la vie monastique byzantine ancienne. Toutefois, c'est le typikon de la laure de Saint-Sabas près de Jérusalem qui, fusionné avec la tradition du typikon cathédral de Constantinople, aboutit à l'archétype du typikon aujourd'hui en usage dans le rite byzantin.
Pallade de Galatie, évêque d'Hélénopolis de Bithynie, rapporte, dans son Histoire lausiaque, que les premiers ermites chantaient les psaumes mais aussi des hymnes et qu'ils récitaient des prières (souvent par groupes de douze). Avec le développement du monachisme cénobitique (c'est-à-dire d'une vie communautaire sous l'autorité d'un abbé plutôt que la vie solitaire des anachorètes), le cycle des prières devint plus complexe et plus formel, avec différents rites selon le lieu. Selon Égérie, femme pèlerin qui voyagea en Terre sainte vers 381-384 :
« 
Il est très remarquable qu'il ménagent que les psaumes et antiennes convenables soit chantés pour chaque occasion, de nuit, au matin, ainsi que tout le jour, à la sixième heure, à la neuvième heure et au lucernaire, tous étant si appropriés et raisonnables quant au moment et au sujet.
 »
— Tr. Louis Duchesme, Le culte chrétien (Londres, 1923)
Jérusalem était alors un grand centre de pèlerinage et de monachisme et le cycle des offices quotidiens y prit un grand développement. La formalisation de la règle monastique byzantine commença avec Sabas le Sanctifié (439-532) qui nota l'office tel qu'il était pratiqué de son temps dans les parages de Jérusalem, sans compter ce qui lui avait été transmis par Euthymius le Grand (377–473) et Theoktistos (vers 467). Sophrone de Jérusalem, patriarche de Jérusalem (560–638) révisa le Typikon ; celui-ci fut développé par Jean Damascène (vers 676-749). Cet ordonnancement du service divin a, par la suite, été appelé Typikon de Jérusalem ou Typikon palestinien ou Typicon sabbaïte. Son usage s'étendit après qu'il eut été pour la première fois imprimé en 1545. Il est toujours largement répandu dans la plupart des communautés monastiques orthodoxes ainsi que dans de très nombreuses Églises de rite byzantin, particulièrement en Russie.

### Synthèse
Au VIIIe siècle, Théodore le Studite, sous l'autorité de l'impératrice Irène l'Athénienne, entreprit la refondation du monastère du Stoudion à Constantinople. Celui-ci devint le centre d'épanouissement de la liturgie monacale. L'ordre des offices y était bien plus élaboré que partout ailleurs, en particulier pour ce qui concerne le carême et le temps pascal. En ce temps, l'opposition entre les partisans de l'adoration des icônes (icônophiles) et leurs adversaires opposés à cette pratique (icônoclastes) était violente. Théodore, icônophile, avait reconnu dans la version sabbaïte du Typikon un guide sûr de l'orthodoxie et, pour mieux combattre l'icônoclasme, il dirigea l'élaboration d'un typikon qui fusionnerait le typikon sabbaïte avec la pratique studite.
Les typikons en usage aujourd'hui sont le fruit de cette synthèse.

## Les typikons modernes
L'Église russe reçut en héritage le typikon sabbaïte qu'elle utilise encore aujourd'hui.
Quelques restes du typikon cathédral de Constantinople restent en usage ailleurs dans le monde orthodoxe, comme l'office de la Divine Liturgie commençant à la fin de l'Orthros et l'usage des vigiles nocturnes seulement lors des fêtes où le service dure toute la nuit.
Toutefois, aucune version unifiée du rite ne fut publiée jusqu'en 1839, lorsque Constantin Byzantios, protopsalte de la Grande Église, composa et publia le typicon à la fois en grec dans Le typikon ecclésiastique selon le rite de la Grande Église du Christ et en slavon. En 1888, Georges Violakis, alors protopsalte de la Grande Église, écrivit un rapport corrigeant les erreurs et les ambigüités du Typikon de Constantin Byzantios et publia à la suite la version corrigée : Typicon de la Grande Église du Christ,, encore en usage aujourd'hui dans la plupart des Églises orthodoxes à l'exception de la Russie.